# Dybläddra
Dybläddra (Utricularia intermedia) är en växtart i familjen tätörtsväxter. I Sverige förekommer dybläddran i hela landet utom i de nordligaste fjälltrakterna, och är en relativt vanlig växt i marker med blöt torv eller dy, i gungflyn, myrar och längs med stränder.
Utbredningsområdet sträcker sig över Europa, norra Asien och Nordamerika.
Ett regionalt hot är torrläggning av våtmarker. IUCN listar arten som livskraftig (LC).